# Riflesso oculo-cefalico
Il riflesso oculo-cefalico, detto degli occhi di bambola , è una forma di riflesso vestibolo-oculare, mediato dai nuclei vestibolari, che mantiene fisso lo sguardo mentre si ruota il capo, operando una deviazione coniugata laterale dei globi oculari in senso opposto alla rotazione del capo.

## Fisiologia
La rotazione del capo è captata da recettori dell'orecchio interno: le macule dell'utricolo, del sacculo e le creste ampollari dei tre canali semicircolari, che sono raggiunti da fibre periferiche del ganglio vestibolare di Scarpa, annesso al nervo vestibolococleare (VIII nervo cranico). Il segnale viaggia centralmente verso i quattro nuclei vestibolari (superiore, laterale, mediale, inferiore), presenti nel bulbo del tronco encefalico.
Dai nuclei vestibolari partono fibre che, tramite il fascicolo longitudinale mediale, raggiungono i nuclei somato-motori dei tre nervi oculomotori: il nervo oculomotore (III nervo cranico), il nervo trocleare (IV nervo cranico) ed il nervo abducente (VI nervo cranico), responsabili dei movimenti del globo oculare.
In tal modo i movimenti della testa determinano l'insorgenza di potenziali d'azione nei tre nervi oculomotori, che aggiustano la posizione dei globi oculari per consentire lo sguardo fisso.

## Significato clinico
Nei soggetti in coma si esegue la cosiddetta "manovra degli occhi di bambola" per valutare l'integrità del tronco encefalico: al paziente in posizione supina si prende la testa e la si gira verso l'alto, verso il basso, verso sinistra e verso destra. Se non vi è lesione del tronco encefalico, il riflesso è presente, ed anche se comatoso, il paziente muove i bulbi oculari in direzione opposta al movimento passivo del capo, quindi tiene fisso lo sguardo (manovra degli occhi di bambola positiva). Se vi è lesione del tronco encefalico, il paziente comatoso non è in grado di tenere fisso lo sguardo su un punto e gli occhi si muoveranno nel verso del movimento passivo (manovra degli occhi di bambola negativa).